# Psychic TV
Psychic TV är ett esoteriskt konst- och musikkollektiv startat 1981 i England av Genesis Breyer P-Orridge, Peter Christopherson och Alex Fergusson. Psychic TV har varit banbrytande både vad gäller musikvideor och elektronisk musik. Gruppen har sedan början haft en skiftande uppsättning, och gränsen mellan medlem och gäst har varit flytande. Den enda konstanta medlemmen under hela bandets karriär har varit P-Orridge.

## Historia
Psychic TV grundades 1981 av Genesis Breyer P-Orridge och Peter Christopherson från Throbbing Gristle tillsammans med Alex Fergusson från punkbandet Alternative TV, och dessa tre var också de centrala medlemmarna på debutalbumet Force the Hand of Chance från 1982. Efter att skivan Dreams Less Sweet kommit ut 1983 lämnade flera av de tidiga medlemmarna bandet, bland andra David Tibet som startade projektet Current 93, men även den grundande medlemmen Peter Christopherson och hans partner Jhonn Balance, som startade bandet Coil. På det följande albumet, A Pagan Day, som kom ut på julafton 1984, medverkade endast P-Orridge och Fergusson, trots att uppsättningen vid denna tidpunkt även inkluderade John Gosling, Paula P-Orridge och Monte Cazazza.
Efter att också Alex Fergusson lämnat Psychic TV 1987 började bandets ljudbild att dra allt mer mot acid house, en musikstil som P-Orridge upptäckt av en slump under en USA-turné och sedan fört med sig tillbaks till England. Utvecklingen mot dansmusik började med albumet Allegory and Self från 1988, och kom att kulminera i skivorna Jack the Tab och Tekno Acid Beat, vilka påstods vara samlingsskivor, men där alla spår egentligen producerats av Psychic TV själva, samt LP:n Towards Thee Infinite Beat som gavs ut under eget namn 1990. Under acid house-perioden anordnade Psychic TV flera gratifester utomhus, där drogen ecstasy delades ut till besökarna.

## Thee Temple ov Psychick Youth
Samtidigt med Psychic TV grundades organisationen Thee Temple ov Psychick Youth (TOPY), som en hybrid av fanclub och ockult sällskap dedikerat till kaosmagi. Organisationen upplöstes 2008. En skandinavisk sektion grundad av Carl Abrahamsson existerade ett tag, och gav ut skivor såväl som tryckt material. TOPY har refererats till som en arvtagare till Ordo Templi Orientis under Aleister Crowleys ledarskap.

## Medlemmar och samarbeten
Psychic TV har blivit kända för sina många artistsamarbeten och för sin flytande uppsättning, vilken inkluderat flera framstående musiker. Bland annat har både Marc Almond och Dave Ball från Soft Cell medverkat på skivor med Psychic TV. Bandet har även samarbetat med den isländske musikern Hilmar Örn Hilmarsson.

## Diskografi
Studioalbum (i urval)
- Force the Hand of Chance (1982)
- Dreams Less Sweet (1983)
- A Pagan Day (1984)
- Allegory and Self (1988)
- Jack the Tab - Acid Tablets Volume One (1988)
- Tekno Acid Beat (1988)
- Towards Thee Infinite Beat (1990)
- Trip Reset (1996)
- Hell Is Invisible...Heaven Is Her/e (2007)
- Mr. Alien Brain vs. The Skinwalkers (2008)
- Snakes (2014)

## Fotnoter
1. ↑  Partridge, Christopher. 2013. "Occulture is Ordinary". I Egil Asprem & Kennet Granholm, Contemporary Esotericism, New York: Routledge, s. 133.
2. ↑  Brainwashed: Intervju med Peter Christopherson
3. ↑  A Real Swedish Live Show på Discogs
4. 1 2  The Wire Magazine: Intervju med Genesis Breyer P-Orridge
5. ↑  Deadly Buda: "The Pan Mind Pipes Games of Electronic Coherence" av Doghead Cola
6. ↑  Thee Temple ov Psychick Youth: "Statemen ov Intent"
7. ↑  Partridge, Christopher. 2013. "Occulture is Ordinary". I Egil Asprem & Kennet Granholm, Contemporary Esotericism, New York: Routledge, s. 131.